# 烏日站 (台中捷運)
烏日站位於臺中市烏日區，為臺中捷運綠線（烏日文心北屯線）之捷運車站。可由出口1經平等路步行約300m轉乘臺鐵臺中線烏日車站。

## 車站概要
車站位於建國路與光日路口附近（建國路上），車站編號為118。本站可由1號出口經平等路步行約300m至烏日車站轉乘台鐵臺中線。

## 車站構造
- 本站為高架車站，設有兩座側式月台，兩處出入口。車站主站體與出口2設於台鐵鐵道北側之建國路上，並以天橋橫跨台鐵鐵道於南側之平等路設置出口1。
- 目前為台中捷運路線高架車站中，唯一大廳層位於月台層的更上層的車站(主要是南側要橫跨台鐵鐵道，且也已經靠近高鐵站區)

### 車站樓層
| 地上 三樓 | 穿堂層             | 出入口、車站大廳、詢問處、自動售票機、驗票閘門 |
| 地上 二樓 | 側式月台，右側開門 | 側式月台，右側開門                             |
| 地上 二樓 | ①號月台            | 綠線 往北屯總站方向（九德站）                  |
| 地上 二樓 | ②號月台            | 綠線 往終點站方向（高鐵台中站）                |
| 地上 二樓 | 側式月台，右側開門 |                                                |

### 車站出口
於台鐵鐵道之南、北兩側分別設置出入口1及出入口2。
| 出入口                          | 圖片 | 位置                                                             |
| ------------------------------- | ---- | ---------------------------------------------------------------- |
| 出入口1 · 設有電梯 · 設有手扶梯 |      | 光日路，近烏日國小，可由本出口步行平等路至車站(約300m)轉乘台鐵。 |
| 出入口2 · 設有電梯 · 設有手扶梯 |      | 建國路                                                           |
| 註： 設有電梯 \| 設有手扶梯     |      |                                                                  |

## 歷史
- 2013年3月1日 - 工程開始[3]（pp. 4-5）。
- 2020年
  - 11月16日 - 試營運（至12月15日4週內免費）[4]。
  - 11月22日 - 連接器牽引裝置軸心斷裂，試營運中止[5]。
  - 12月19日 - 原定正式營運日[4]。
- 2021年
  - 3月25日 - 重啟試營運（至4月23日30日間持IC卡免費。4月24日休息）[6]。
  - 4月25日 - 正式營運[6]。

## 利用狀況
烏日站2022全年每日進出人次約707人次，在台中捷運系統中排名第17。
| 年   | 年間    | 年間    | 年間     | 單日平均 | 單日平均 |
| 年   | 進站    | 出站    | 進出站計 | 進站     | 進出站   |
| ---- | ------- | ------- | -------- | -------- | -------- |
| 2022 | 125,322 | 132,833 | 258,155  | 343      | 707      |

## 相片集

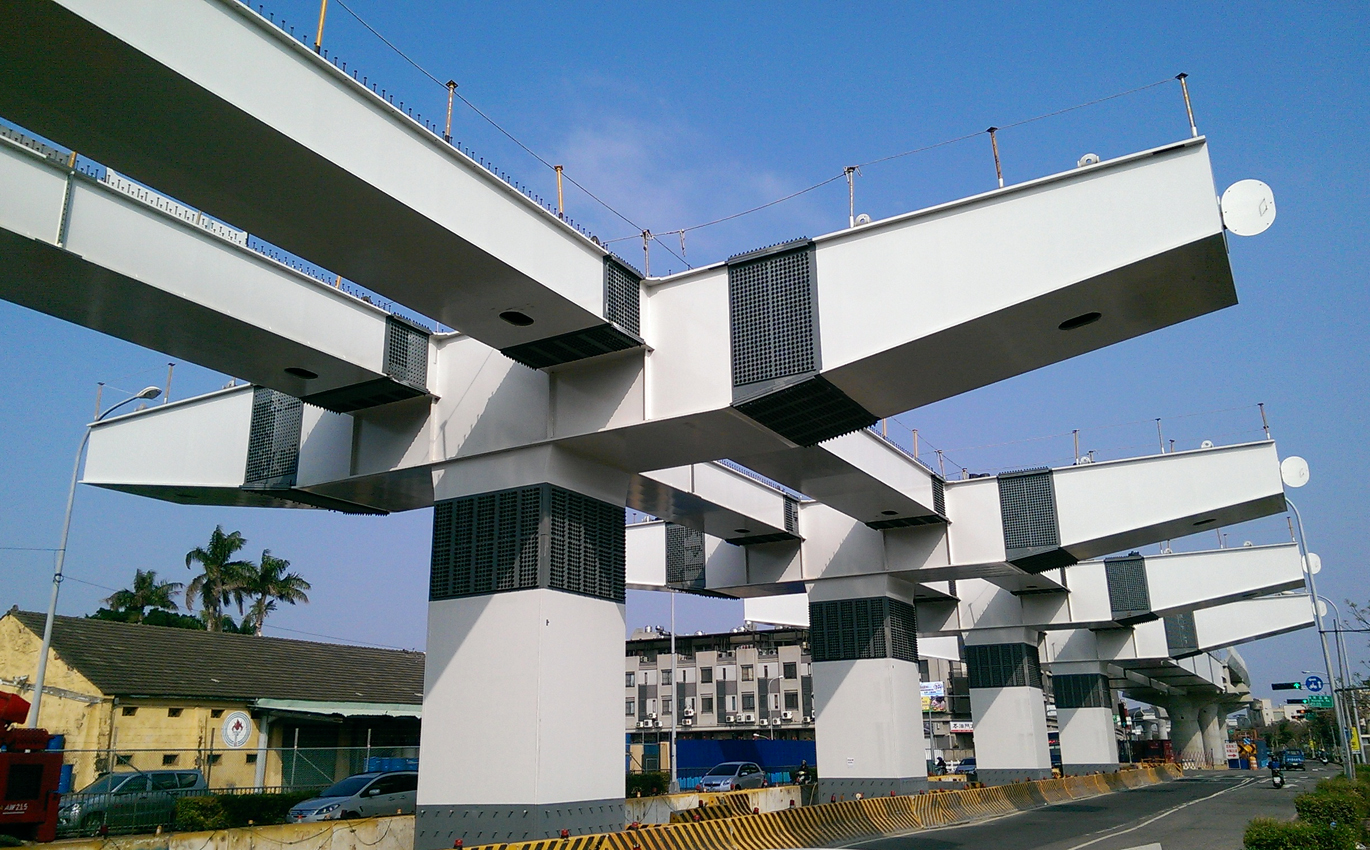
於2015年2月工程狀態
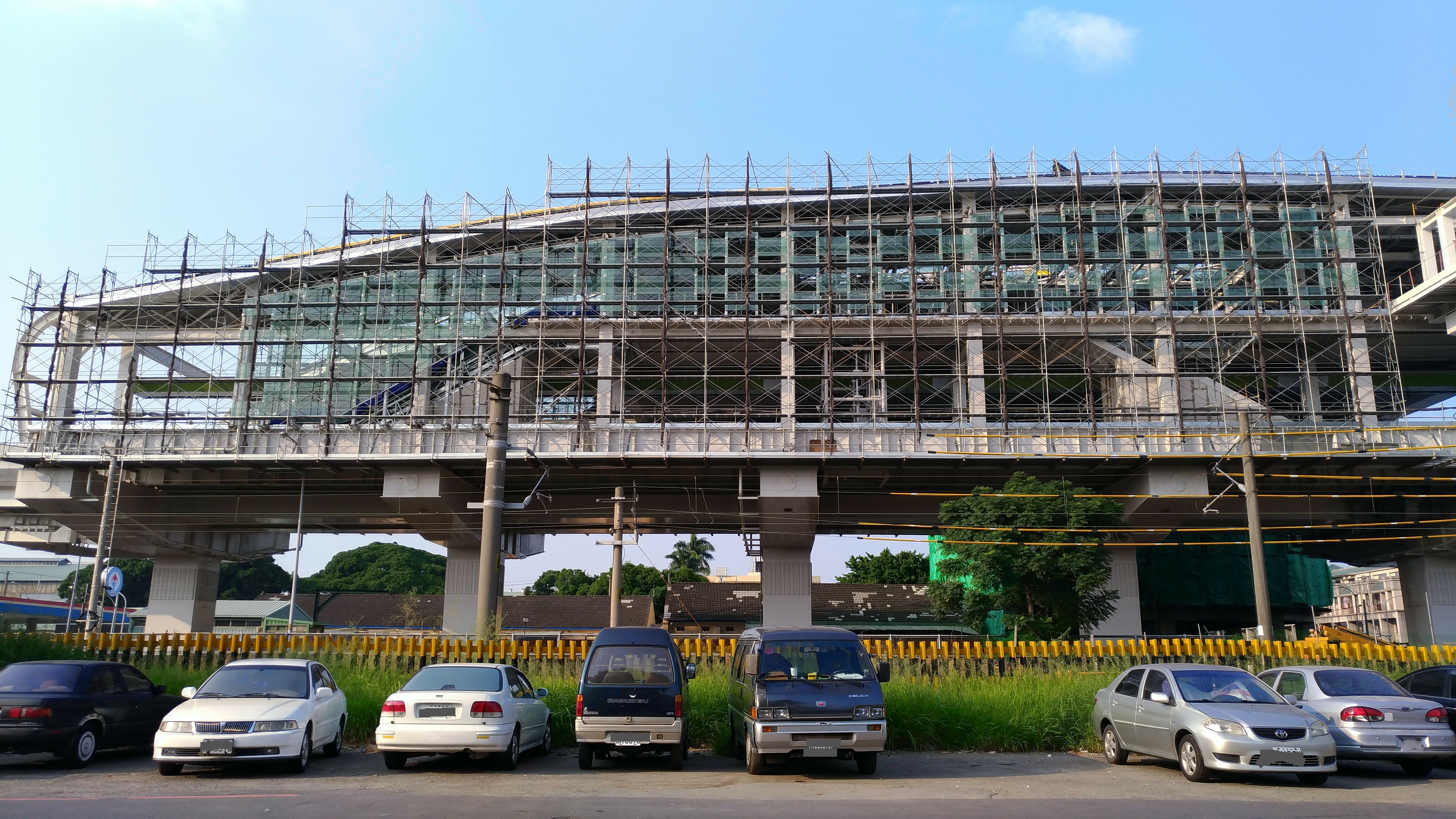
於2017年10月工程情況
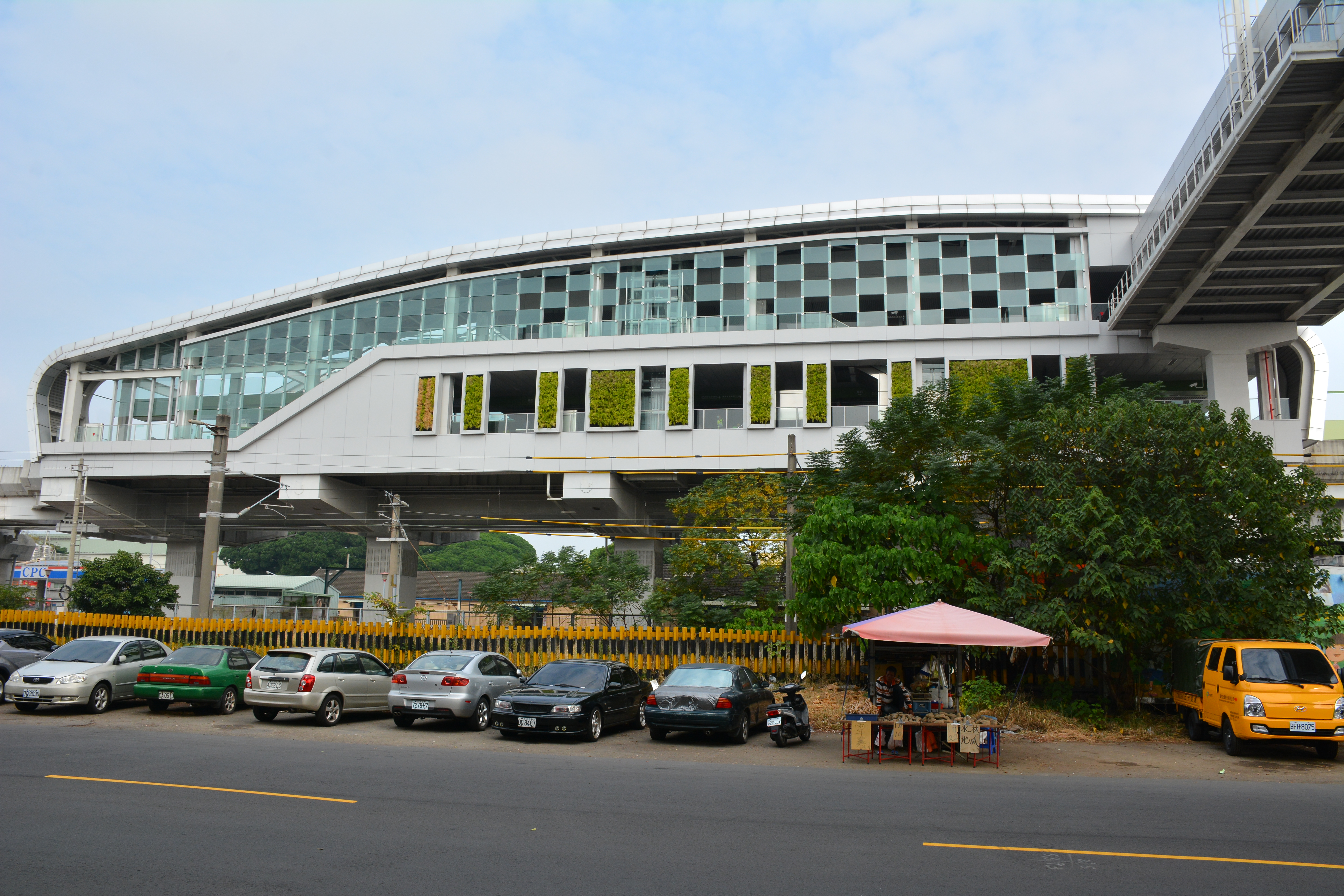
車站外觀
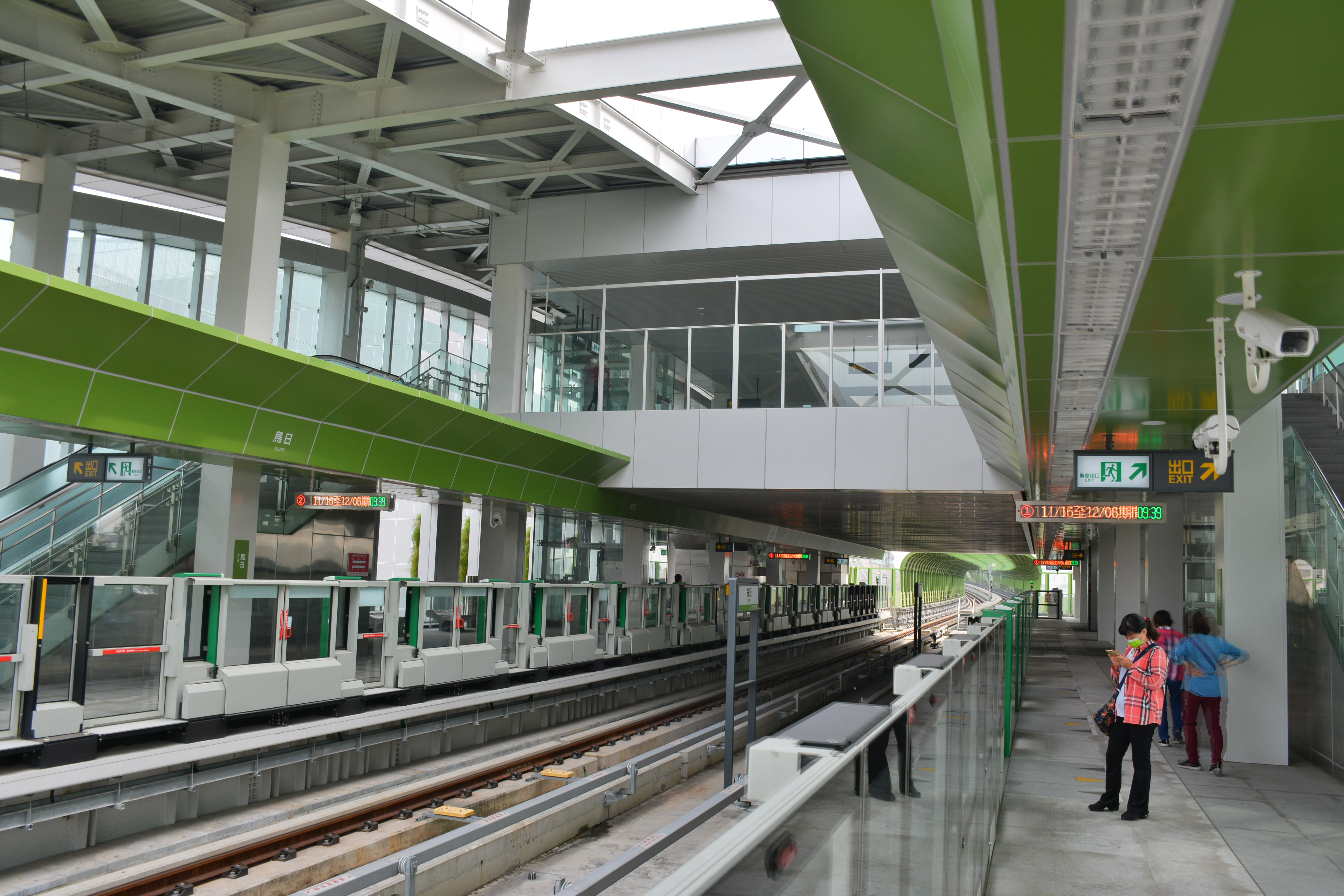
月台

## 外部連結
- 捷運綠線(公開)
- 烏日站（台中捷運股份有限公司） （页面存档备份，存于）